# Épeigné-les-Bois
Épeigné-les-Bois is een gemeente in het Franse departement Indre-et-Loire (regio Centre-Val de Loire) en telt 376 inwoners (1999). De plaats maakt deel uit van het arrondissement Tours.

## Geografie
De oppervlakte van Épeigné-les-Bois bedraagt 14,6 km², de bevolkingsdichtheid is 25,8 inwoners per km².
De onderstaande kaart toont de ligging van Épeigné-les-Bois met de belangrijkste infrastructuur en aangrenzende gemeenten.

## Demografie
Onderstaande figuur toont het verloop van het inwonertal (bron: INSEE-tellingen).